# George Samuel Wilhelm von Gersdorff
George Samuel Wilhelm von Gersdorff (geb. 13. Mai 1744 in Prenzlau; gest. 28. Januar 1810 in Kay (Neumark)) war ein preußischer Leutnant, Landrat, Landesdirektor und Direktor der neumärkischen Ritterschaft.

## Herkunft

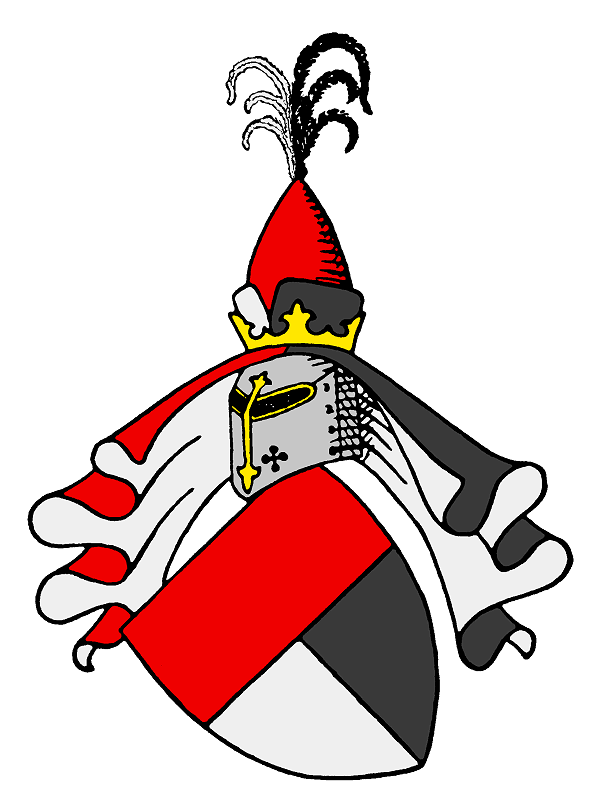
Stammwappen derer von Gersdorff

George Samuel Wilhelm von Gersdorff war Angehöriger des Adelsgeschlechts Gersdorff. Er war der Sohn von Carl Sigismund von Gersdorff (1697–1758), Major im Regiment Erbprinz von Hessen-Darmstadt und Erbherr auf Kay und Nieder-Guhren. Seine Mutter war Christine Salome, geb. von Wedel aus dem Hause Malchow in der Uckermark. Sein Onkel war der preußische Generalleutnant und Kriegsminister Carl Heinrich von Wedel.

## Werdegang
Nach seinem Eintritt in das Preußische Heer erlangte er im Husaren-Regiment Nr. 6 den Rang eines Leutnants. Als er 1763 vom Militär verabschiedet worden war, ließ er sich auf den verschuldeten Gütern Kay und Guhren seines Vaters nieder und ersuchte am 28. Juni des Jahres um eine venia aetatis. 1768 wurde er von den Ständen zum neuen Landrat des Kreises Züllichau gewählt, womit er die Nachfolge von Heinrich Adolph von Sack antrat. 1772 wurde er zusätzlich noch Direktor der neumärkischen Ritterschaft. Nach einem Rechtsstreit, dem sogenannten Müller-Arnold-Fall, wurde er am 14. Dezember 1779 von seinem Amt als Landrat entbunden, nachfolgende Landräte wurden 1779 Ludolph Wilhelm von Luck, sowie 1783 Ernst Sigismund von Anger. Mehrere Versuche das Amt als Landrat zurückzubekommen, erstmalig im Februar 1780, dann im Januar 1781, blieben zunächst erfolglos. Erst ein dritter Versuch mittels eines Immediatgesuchs vom 4. Oktober 1786 brachte den gewünschten Erfolg. Friedrich II. antwortete mittels Ordre vom 7. November 1786 an das Generaldirektorium und der amtierende Landrat von Anger gab sein Amt auf, nachdem der König ihm eine volle Pension bis an sein Lebensende zugesagt hatte. Im April des Jahres 1787 trat von Gersdorff dann seine zweite Amtszeit als Landrat an. Am 6. September 1796 wurde er weiterhin Nachfolger von Otto Wedig von Bonin als Landesdirektor in der Neumark. Das Amt als Landrat übte er noch bis zu seinem Tod im Jahr 1810 aus.

## Persönliches
George Samuel Wilhelm von Gersdorff war von 1780 bis 1796 Mitglied einer Berliner Freimaurerloge. Im Jahr 1802 besaß er die Güter Glogsen, Guhren, Nickern und Kay, die zusammen einen Wert von 160.000 Talern hatten.

## Familie
Er war in zweiter Ehe seit 1774 mit Henriette Ulrike (1753–1819), einer Tochter des preußischen Kriegsministers Carl Heinrich von Wedel, verheiratet. Die Kinder aus dieser Ehe waren:
- Friederike Caroline Henriette (1774–1775)
- Carl Friedrich George Gustav (1775–1844)
- Karoline Atoninette (1780–1840)
- Wilhelm von Gersdorff (1781–1852)
- Auguste Amalie (* 1783)
- Ulrike Philippine (1785–1863)
- Ernst Leopold (1789–1830)